# Matthias Gottschaldt
Matthias Gottschaldt (* 10. Dezember 1939 in Berlin; † 21. August 1998 in Hagen) war ein deutscher Neurologe und Gründer der Oberbergkliniken.

## Leben
Matthias Gottschaldt wurde 1939 in Berlin geboren und wuchs dort auf. Sein Vater Kurt Gottschaldt war Psychologe und Professor, zunächst in Berlin und später in Göttingen. Gottschaldt nahm ein Medizinstudium an der Berliner Humboldt-Universität auf, bevor er 1962 mit seiner Familie wegen des Berufsverbots seines Vaters in die Bundesrepublik Deutschland flüchtete. Nach Studium und Promotion 1963 erfolgte 1975 die Habilitation in Erlangen. Er wurde 1973 Chefarzt der aufzubauenden neurologischen Abteilung des Kreiskrankenhauses Herford. 1975 erfolgte seine Ernennung zum außerplanmäßigen Professor an der Universität Münster.
Gottschaldt litt unter einem Burn-out-Syndrom mit schweren Depressionen. Eine daraus resultierende Alkoholabhängigkeit führte ihn bis zur zeitweiligen Berufsunfähigkeit. Er unterzog sich mehreren stationären Therapieversuchen. Noch während seines letzten Klinikaufenthaltes entwickelte er ein eigenes, schulenübergreifendes Konzept (Oberbergmodell), das seine Erfahrungen aus den verschiedenen therapeutischen Versuchen bündelte und das zugleich das erste Kurzzeitmodell seiner Zeit war. Sein Verständnis als Betroffener half ihm, 1984 in Bad Salzuflen den Neuaufbau einer Klinik zu übernehmen und das Oberbergmodell umzusetzen. Wegen des nahen Obernberges („Kurgebiet Obernberg“) hieß die Privatklinik in Bad Salzuflen noch Obernbergklinik. 1988 wurde die erste private Oberbergklinik in Hornberg (Schwarzwald) eröffnet, 1991 die zweite in Extertal-Laßbruch (Weserbergland) und 1997 die dritte Klinik in Wendisch Rietz nahe Berlin.
Am 21. August 1998 verunglückte Gottschaldt tödlich bei einem Flugzeugabsturz.
Nach seinem Tod übernahm seine Frau Edda Gottschaldt die Leitung der Oberbergkliniken und gründete die Oberberg Stiftung Matthias Gottschaldt.

## Ärztegesundheit
Gottschaldt ging offensiv mit seiner eigenen Erkrankung um. Als Betroffener und als Arzt war er bestrebt, „das Thema Ärztegesundheit in die Gesellschaft zu tragen und die Akzeptanz von Suchterkrankungen bei Ärzten in der Gesellschaft zu erhöhen“. Er entwickelte in Zusammenarbeit mit der Ärztekammer Hamburg ein Behandlungsangebot für abhängige Ärzte (Curriculum für Ärzte), das auf eine berufliche Wiedereingliederung abzielt.

## Ausgewählte Publikationen
- Alkohol und Medikamente: Von der Suchtmedizin zur integralen Heilkunst. Matthias Gottschaldt, Edda Gottschaldt; Potsdam: 2009.
- Alkohol und Medikamente. Wege aus der Abhängigkeit. Was uns im Leben prägt – Sucht als emotionales Problem. Matthias Gottschaldt; Stuttgart: TRIAS, 1997.
- Polygraphische Untersuchungen des Nachtschlafes epileptischer Kinder. Matthias Gottschaldt; Erlangen: Palm und Enke, 1975.
- Über chronische Leptomeningitiden bei gedeckten Schädel-Hirn-Traumen. Matthias Gottschaldt. Erlangen-Nürnberg: 1965.